# Hans-Jürgen von Arnim
Hans-Jürgen von Arnim (Ernsdorf, 4 aprile 1889 – Bad Wildungen, 1º settembre 1962) è stato un generale tedesco, comandante delle forze italo-tedesche nella campagna di Tunisia, durante la seconda guerra mondiale.
Generale preparato e capace, proveniente da una famiglia di antiche tradizioni militari, si distinse alla guida di reparti corazzati sul fronte orientale nel 1941, e quindi prese il comando nel dicembre 1942 della nuova 5. Panzerarmee, costituita in fretta dall'Alto Comando tedesco in Tunisia per fronteggiare le forze anglo-americane sbarcate nel Nordafrica francese.
Dopo aver combattuto coraggiosamente e con notevole abilità, ed aver inflitto alcune gravi sconfitte alle truppe alleate, il generale, divenuto comandante, nel marzo 1943 di tutte le forze dell'Asse ancora schierate in Nord Africa dopo il richiamo del feldmaresciallo Erwin Rommel, fu alla fine costretto alla resa con le truppe residue il 12 maggio 1943 di fronte alla preponderanza delle forze nemiche.

## Biografia

### Gli inizi
Figlio del generale Hans von Arnim (1861–1931) e di Martha Honrichs (1865–1953), Hans-Jürgen proveniva da una storica casata prussiana che aveva servito per secoli con distinzione nell'esercito; in particolare il nonno era stato membro dello stato maggiore generale prussiano nel 1850 e quattro componenti della casata combatterono con il grado di generale, tra cui Sixt von Arnim, nella prima guerra mondiale.
Dopo aver frequentato le scuole a Glogau in Slesia, il giovane Hans-Jürgen entrò nell'esercito tedesco il 1º aprile 1908 come fahnenjunker, aspirante portabandiera, e il 19 agosto 1909 divenne sottotenente nel prestigioso 4º reggimento prussiano guardie a piedi con il quale prese parte alla fase iniziale della prima guerra mondiale combattendo in Belgio e Francia settentrionale; nel 1915 von Arnim venne promosso tenente e guidò in combattimento una compagnia di fanteria nel corso dei durissimi scontri nelle Fiandre. Dopo questo periodo di comando sul campo venne trasferito ad incarichi di stato maggiore con il grado di capitano sul fronte orientale fino all'ottobre 1917; nell'ultimo periodo della guerra invece il giovane ufficiale ritornò sul fronte occidentale al comando di un battaglione di cacciatori con il quale partecipò alle battaglie del 1918.
Altamente apprezzato per le capacità mostrate sia negli incarichi di stato maggiore sia nei periodi di comando al fronte, von Arnim nel 1919 divenne comandante di una compagnia del 29º reggimento di fanteria e soprattutto fu uno dei 4.000 ufficiali tedeschi selezionati per servire nella nuova Reichswehr, il piccolo esercito consentito alla Germania dopo la sconfitta nella Grande Guerra. Durante gli anni venti esercitò funzioni di comando da Stettino e assunse incarichi di stato maggiore a Kassel mentre nel  1924 venne assegnato al ministero della difesa a Berlino dove diede prova di capacità di lavoro, energia e preparazione; von Arnim venne promosso maggiore nel 1928. Dopo altri incarichi a Monaco e a Münster, il 1º luglio 1934 venne promosso colonnello.
Negli anni seguenti von Arnim ebbe il comando del 68º reggimento di fanteria a Berlino fino al 1938 quando venne rimosso dal generale Erwin von Witzleben, comandante del III Distretto militare e oppositore di Adolf Hitler, e assegnato a compiti amministrativi a Schweidnitz, in quanto ritenuto ostile ad eventuali cospirazioni. A causa di queste difficoltà von Arnim venne promosso maggior generale solo dopo l'inizio della seconda guerra mondiale; richimato a Berlino, rimase a disposizione fino al 12 settembre 1939 quando assunse il comando della 52ª Divisione di fanteria senza prendere parte alla campagna di Polonia. Promosso tenente generale il 1º dicembre 1939 von Arnim mantenne il comando della 52ª Divisione anche durante la campagna di Francia dove la sua unità svolse un ruolo minore.

### Sul fronte orientale
La carriera di von Arnim ebbe una svolta decisiva nell’autunno 1940 quando ricevette il comando della nuova 17. Panzer-Division in fase di costituzione a Monaco. Pur non avendo mai comandato in precedenza unità corazzate, egli dimostrò la sua capacità organizzativa; considerato ufficiale "calmo ed equilibrato" ed un abile addestratore, riuscì a completare la preparazione della 17. Panzer-Division entro il 25 febbraio 1941 e il generale Maximilian von Weichs apprezzò il suo lavoro.

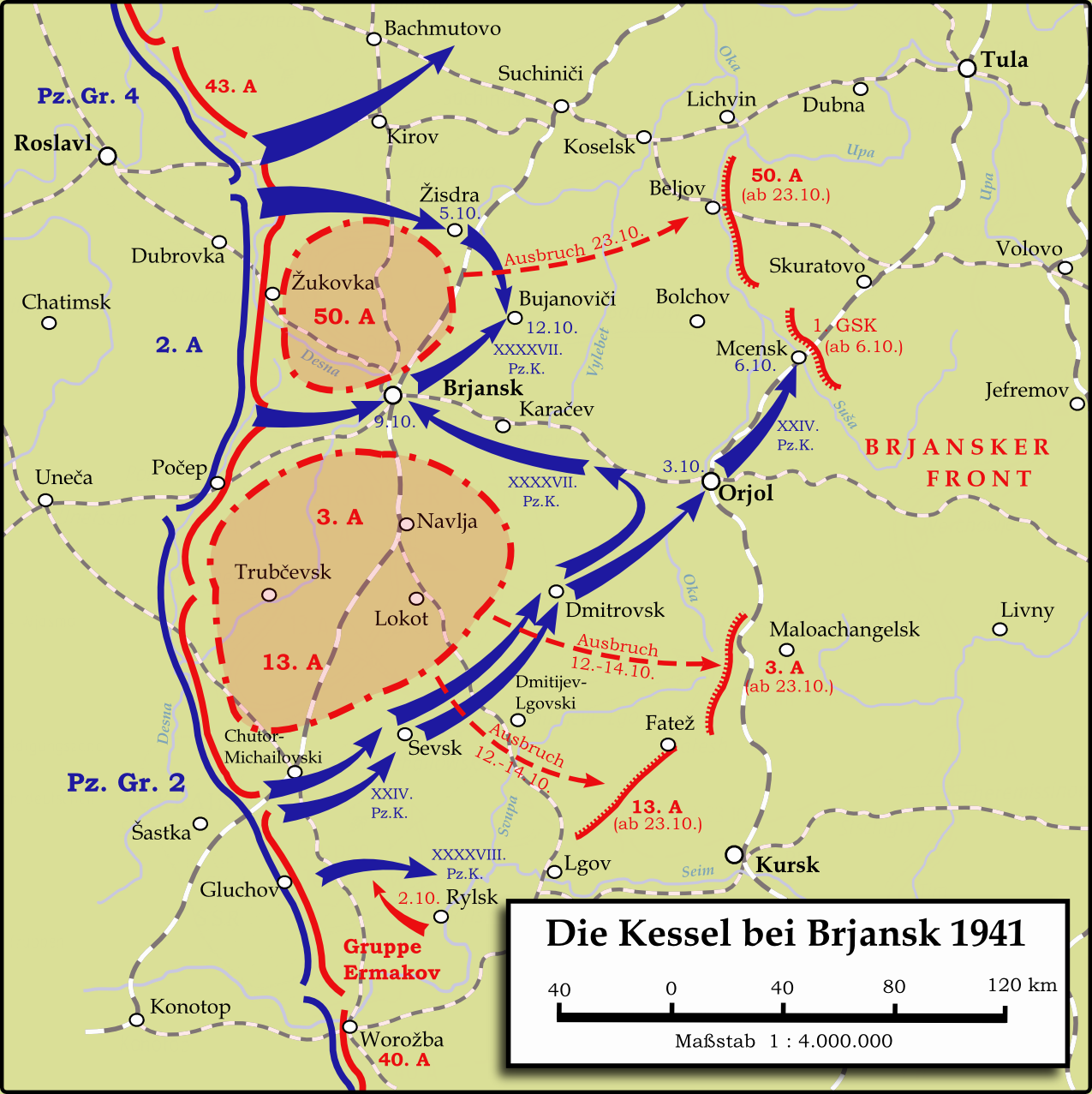
Carta della sacca di Brjansk; il generale von Arnim conquistò con un'avanzata a sorpresa la città di Brjansk il 6 ottobre 1941.

La 17. Panzer-Division prese parte all'operazione Barbarossa inquadrata nel 47º Panzerkorps del generale Joachim Lemelsen che faceva parte del potente 2. Panzergruppe del generale Heinz Guderian che, schierato nel settore centrale del fronte, avanzò a partire dal 22 giugno 1941 direttamente verso Minsk; von Arnim diresse l'avanzata iniziale della sua divisione che dovette subito affrontate aspri scontri di carri contro le riserve corazzate sovietiche. Dopo aver respinto i contrattacchi nemici a Slonim il 24 giugno, von Arnim avanzò con le unità panzer fino alla periferia di Minsk, ma il 28 giugno 1941 venne gravemente ferito alla periferia di Sklov e dovette cedere il comando della 17. Panzer-Division al generale Karl Ritter von Weber; venne evacuato prima a Leopoli e quindi a Berlino dove rimase per cure e convalescenza fino a settembre 1941. Il 4 settembre 1941 ricevette l'ambita decorazione della Croce di Cavaliere della Croce di ferro.
Von Arnim riprese il comando della 17. Panzer-Division il 17 settembre 1941 e guidò con abilità le sue truppe corazzate nella parte finale della gigantesca battaglia della sacca di Kiev e soprattutto nella cosiddetta "operazione Tifone", l'attacco a Mosca. Furono i panzer del generale von Arnim che avanzarono per primi con grande rapidità oltre il fiume Desna e arrivarono direttamente a Brjansk contribuendo in modo decisivo all'accerchiamento di numerose formazioni sovietiche in una nuova grande sacca. La battaglia terminò il 17 ottobre 1941 con un brillante successo tedesco e il generale von Arnim catturò oltre 30.000 soldati sovietici. Nonostante la vittoria tuttavia i tedeschi non riuscirono a proseguire verso la capitale sovietica a causa della tenace resistenza nemica e delle difficoltà logistiche; anche la 17. Panzer-Division di von Arnim si trovò in difficoltà per mancanza di sufficiente carburante; quindi, dopo il trasferimento della formazione a Orël, la presenza del fango rese molto ardua l'avanzata verso Mosca; la marcia dovette essere sospesa in attesa del consolidamento del terreno con il gelo. L'11 novembre 1941 von Arnim, promosso in precedenza generale delle truppe corazzate, cedette il comando della 17. Panzer-Division e assunse il comando del 39º Panzerkorps, schierato nei ranghi del Gruppo d'armate Nord nel settore settentrionale del fronte orientale. 

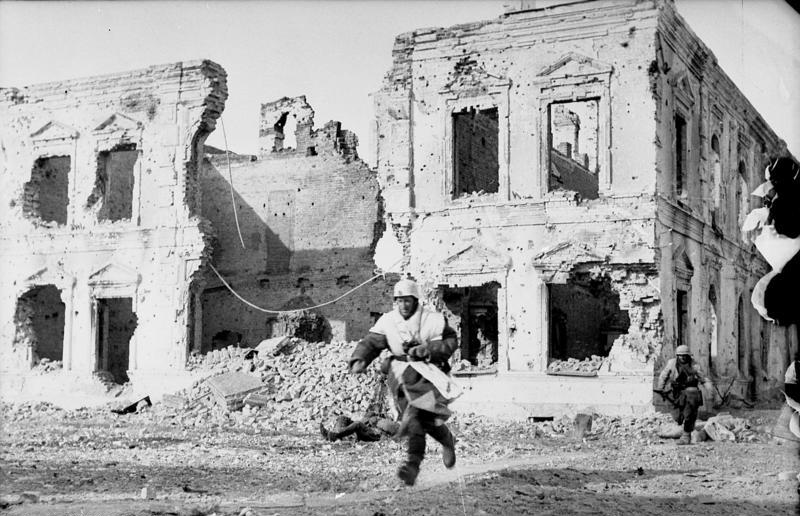
Soldati tedeschi in azione nella sacca di Cholm che dopo un lungo assedio venne sbloccata dalle truppe di von Arnim.

Il 39º Panzerkorps, costituito da una Panzer-Division e da una divisione motorizzata, era schierato in una posizione esposta a est del fiume Volchov e si trovava in grave difficoltà; von Arnim arrivò al posto di comando il 15 novembre 1941 e dovette subito fronteggiare una pericolosa controffensiva dell'Armata Rossa che mise in grave difficoltà i tedeschi. I combattimenti si svolsero in condizioni climatiche estreme con freddo glaciale e bufere di neve, dopo una aspra resistenza von Arnim, privo di aiuti, dovette ordinare l'evacuazione della testa di ponte di Tichvin e la ritirata a ovest del Volchov. Nonostante grandi difficoltà causate dal clima invernale e dagli attacchi sovietici, von Arnim riuscì entro il 23 dicembre 1941 a portare in salvo i superstiti del 39º Panzerkorps; il generale venne apprezzato dagli alti comandi per l'energia, il coraggio e la risolutezza dimostrate durante questa drammatica ritirata nella neve.
Nonostante il logoramento delle sue truppe, von Arnim ricevette l'ordine in gennaio 1942 di trasferire i resti del 39º Panzerkorps a sud dove, con alcuni deboli rinforzi, avrebbe dovuto organizzare un'operazione di salvataggio attraverso il terreno boscoso, paludoso e innevato per sbloccare la piccola guarnigione tedesca accerchiata nella sacca di Cholm. I primi tentativi di raggiungere Cholm fallirono di fronte alla resistenza dei sovietici ed alle proibitive condizioni climatiche e ambientali; von Arnim sferrò un nuovo attacco il 5 marzo 1942 ma le deboli forze raccolte per l'operazione, meno di due divisioni, non furono in grado di raggiungere la sacca, mentre le condizioni atmosferiche rimanevano pessime. Dopo duri combattimenti che costarono la perdita di circa 5.000 soldati tedeschi morti e feriti da gennaio 1943, von Arnim decise di interrompere temporaneamente gli attacchi e riorganizzare le sue formazioni.
Alla fine del mese di aprile 1942 von Arnim poté finalmente iniziare un nuovo tentativo di raggiungere la sacca di Cholm; la cosiddetta "operazione Grün" venne sferrata dal 39º Panzerkorps con elementi di due divisioni di fanteria supportati da un reparto di panzer e da un gruppo di cannoni d'assalto e guadagnò terreno nonostante l'accanita resistenza dei sovietici. La notte del 4 maggio von Arnim ordinò un attacco notturno decisivo e alle ore 06.20 del giorno seguente i tedeschi sbloccarono finalmente gli assediati di Cholm che guidati dal generale Theodor Scherer avevano resistito per 105 giorni. I superiori diretti di von Arnim, il generale Ernst Busch e il generale Georg von Küchler, elogiarono il generale per la sua condotta delle operazioni nel settore di Cholm; egli venne descritto nei rapporti come "personalità energica e volitiva".
Dopo il successo von Arnim venne trasferito il 9 luglio 1942 con il suo 39º Panzerkorps alle dipendenze del Gruppo d'armate Centro, e prese il comando di una parte del settore nord-orientale del saliente di Ržev che da mesi era sottoposto alla continua pressione delle armate sovietiche. Dal 30 luglio 1942 il saliente venne attaccato in forze dall'Armata Rossa e le difese tedesche respinsero gli attacchi con difficoltà; il 39º Panzerkorps di von Arnim venne coinvolto nella logorante battaglia difensiva che terminò il 25 agosto 1942 senza risultati decisivi e con pesanti perdite per entrambe le parti. Il 25 novembre 1942 l'Armata Rossa sferrò una grande offensiva contro il saliente di Ržev che diede origine ad una nuova serie di violenti e sanguinosi combattimenti che coinvolsero anche il 39º Panzerkorps e si prolungarono fino alla fine di dicembre, ma il 30 novembre von Arnim ricevette la comunicazione dal generale Rudolf Schmundt, responsabile del personale al quartier generale del Führer, che egli avrebbe dovuto cedere subito il comando al generale Robert Martinek e recarsi a Rastenburg dove avrebbe ricevuto un nuovo incarico.

### In Africa settentrionale

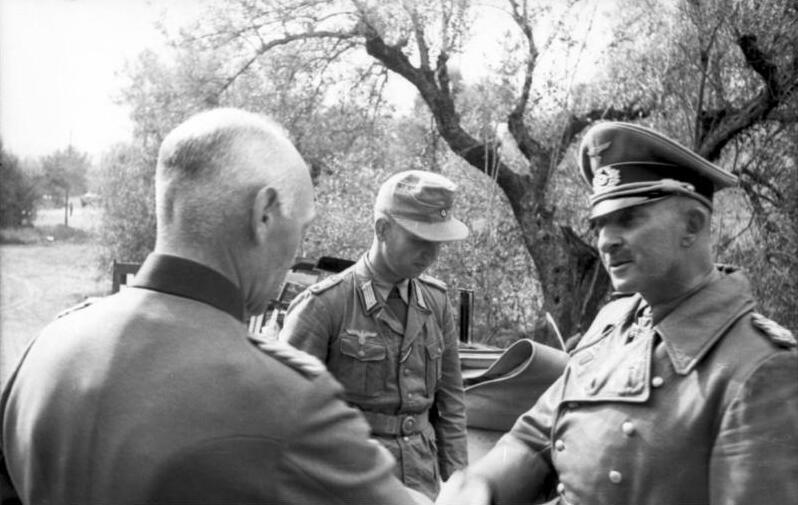
Il generale von Arnim, a destra, durante la campagna di Tunisia

Il 3 dicembre 1942 von Arnim arrivò al quartier generale segreto di Hitler a Rastenburg dove ricevette la notizia della sua promozione a generaloberst; durante un colloquio diretto con il Führer apprese che sarebbe stato nominato al comando della nuova 5. Panzerarmee che era in corso di costituzione in Nordafrica per occupare la Tunisia e affrontare il corpo di spedizione anglo-americano sbarcato dall'8 novembre 1942 in Marocco e Algeria. Von Arnim apprese che il generale Heinz Ziegler sarebbe stato il suo vicecomandante e ricevette da Hitler ampie assicurazioni sulle forze che gli sarebbero state assegnate; il Führer promise che la 5. Panzerarmee avrebbe ricevuto in tempi brevi altre tre Panzer-Division e tre divisioni motorizzate e che abbondanti armi moderne e rifornimenti sarebbero stati trasportati via mare a Tunisi e Biserta. Von Arnim e Zigler affermarono che in questo caso sarebbe stato possibile organizzare una grande offensiva per respingere il nemico e rioccupare il Nordafrica francese.
L'8 dicembre 1942 il generale arrivò in Nordafrica e assunse il comando della 5. Panzerarmee. Von Arnim giunse in Tunisia determinato, risoluto e pienamente fiducioso; egli riteneva inizialmente che, rispetto alle drammatiche battaglie combattute sul fronte orientale sul Volchov, a Cholm e a Ržev, il nuovo incarico in Africa settentrionale contro gli eserciti anglo-sassoni, fosse molto più agevole; ben presto von Arnim avrebbe compreso le reali e insormontabili difficoltà della missione affidatagli da Hitler. Le forze tedesche disponibili al momento del suo arrivo, in precedenza comandate dal generale Walther Nehring, erano costituite solo dalla 10. Panzer-Division, alcuni reparti di paracadutisti e un battaglione di carri pesanti Panzer VI Tiger I. Divenne evidente che, nonostante le assicurazioni di Hitler, i rifornimenti destinati alla testa di ponte tunisina erano assolutamente insufficienti e che le promesse divisioni corazzate di rinforzo non sarebbero mai giunte; in queste condizioni von Arnim dovette inizialmente limitarsi nel mese di dicembre 1942 a consolidare le sue posizioni e contrastare gli attacchi delle forze alleate che si stavano sistematicamente rafforzando.

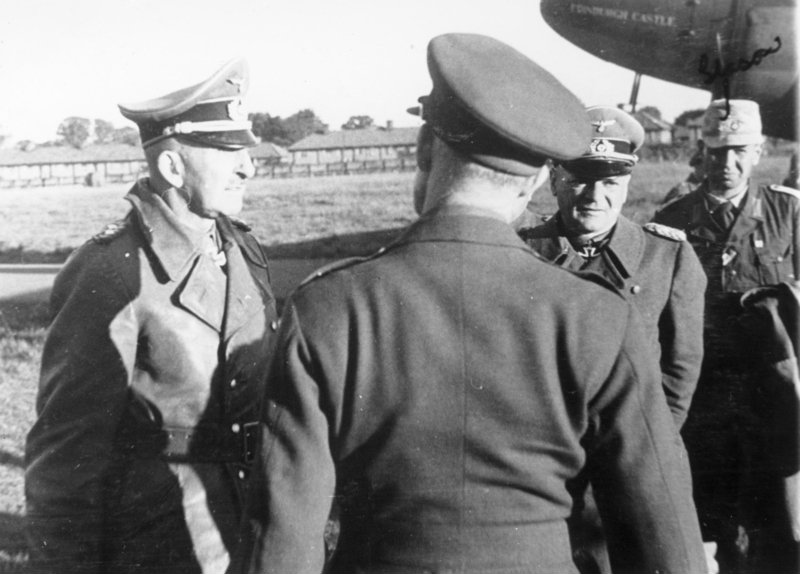
Il generale von Arnim, a sinistra, e il generale Hans Cramer, a centro in secondo piano, l'ultimo comandante dell'Afrikakorps

Nel mese di gennaio 1943, mentre il feldmaresciallo Erwin Rommel stava completando con i resti della Panzerarmee Afrika la sua lunga ritirata lungo la costa della Libia dopo la sconfitta di El Alamein e si avvicinava alla Linea del Mareth, von Arnim sferrò con le sue limitate ma esperte forze corazzate alcuni abili attacchi locali per migliorare la situazione tattica della testa di ponte in Tunisia. I deboli reparti francesi e le inesperte truppe americane vennero respinte da alcune importanti posizioni sulle catene montuose occidentali tunisine, furono catturati numerosi prigionieri; il 31 gennaio 1943 venne conquistato il passo Faid. Il 9 febbraio von Arnim si incontrò per la prima volta con il feldmaresciallo Rommel proveniente dalla Libia; l'incontro evidenziò una profonda divergenza di valutazioni strategiche; von Arnim stava pianificando una nuova offensiva con obiettivi limitati per sorprendere gli americani sbucando con forze corazzate dal passo Faid ma il feldmaresciallo Rommel, che provava scarsa simpatia per von Arnim, considerato un classico generale aristocratico prussiano freddo e distaccato, aveva propositi più ambiziosi e ipotizzava una grande operazione strategica verso Tébessa per disgregare tutto il fronte alleato. Il feldmaresciallo Albert Kesselring, comandante supremo tedesco nel teatro mediterraneo, riuscì ad imporre un compromesso tra i due generali, ma von Arnim rimase scettico, a causa della debolezza delle forze italo-tedesche, sulla possibilità di conseguire risultati decisivi.

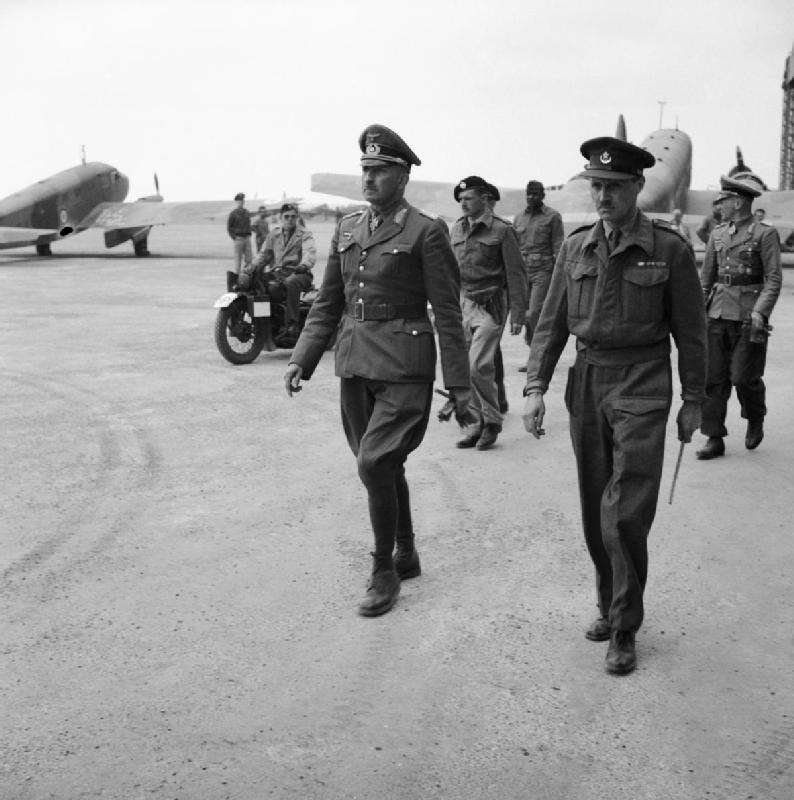
Il generale von Arnim si arrende ai britannici il 12 maggio 1943.

Il 14 febbraio 1943 von Arnim concentrò due Panzer-Division a passo Faid e sferrò l'operazione "Vento di primavera"; l'attacco tedesco raggiunse un clamoroso successo a Sidi Bou Zid; gli inesperti reparti corazzati americani furono sorpresi e accerchiati, i panzer di von Arnim respinsero facilmente un disordinato contrattacco e in due giorni distrussero oltre 100 carri nemici e catturarono numerosi prigionieri. Le unità superstiti americane ripiegarono frettolosamente; più a sud il feldmaresciallo Rommel poté sfruttare la favorevole situazione ed avanzare agevolmente occupando Gafsa e Thélepte. Nonostante la brillante vittoria von Arnim preferì invece avanzare con prudenza; il feldmaresciallo Kesselring decise di concentrare tutte le forze corazzate al comando del feldmaresciallo Rommel per una grande offensiva verso Tebessa, ma von Arnim era pessimista sulla riuscita di questo piano e preferì trattenere una parte dei suoi panzer a nord. Il feldmaresciallo Rommel vinse il 20 febbraio la battaglia del passo di Kasserine ma, disponendo di forze insufficienti, non poté proseguire verso ovest e dovette presto ripiegare, mentre von Arnim sferrò autonomamente il 26 febbraio un attacco a nord che venne respinto. I contrasti e l'ostilità tra i principali generali tedeschi provocarono la dispersione delle forze disponibili e favorì l'azione difensiva degli alleati, vanificando le vittorie iniziali.
Il feldmaresciallo Rommel, stanco e depresso dopo quasi due anni di logorante campagna in Nordafrica, ritornò finalmente in Europa il 7 marzo 1943 e von Arnim il 9 marzo assunse il comando supremo di tutte le forze italo-tedesche presenti in Tunisia, raggruppate nel cosiddetto Gruppo d'armate Afrika. Il generale disponeva di circa 300.000 soldati italo-tedeschi di cui però solo 120.000 erano truppe combattenti con circa 200 carri armati; von Arnim doveva fronteggiare forze alleate molto più numerose e in continuo rafforzamento, dotate di una netta superiorità di armi ed equipaggiamenti, con una schiacciante superiorità aerea; inoltre le carenze dei rifornimenti non erano state risolte e le truppe dell'Asse ricevevano quantitativi del tutto insufficienti di materiali e armamenti a causa soprattutto delle crescenti difficoltà dei trasporti marittimi. In queste condizioni, von Arnim non si faceva alcuna illusione; egli già in precedenza aveva affermato che, in assenza di un deciso miglioramento del rifornimento del suo esercito, la sconfitta finale sarebbe stata solo una questione di tempo.
Le valutazioni di von Arnim erano esatte e, nonostante la sua abilità operativa e la combattività delle truppe, ben presto la situazione tattica dell'esercito italo-tedesco in Tunisia divenne critica. Von Arnim in un primo tempo riuscì ancora a contrastare i piani alleati; il generale Bernard Montgomery venne inizialmente bloccato sulla linea del Mareth e subì dure perdite mentre anche l'offensiva del generale George Patton in direzione di Sfax venne fermata a El Guettar e Maknassy; gli italo-tedeschi ebbero il tempo di sganciarsi e ripiegare con ordine entro la metà di aprile 1943 fino alla linea di Enfidaville a protezione di Tunisi e Biserta. Von Arnim cercò di rafforzare le posizioni nella testa di ponte e di prolungare la resistenza secondo gli ordini provenienti dall'alto comando tedesco; la situazione logistica del gruppo d'armate era in continuo peggioramento a causa della quasi totale interruzione dei rifornimenti; alcuni reparti tedeschi in aprile furono trasferiti in Tunisia ma munizioni e carburante erano quasi esauriti. Von Arnim raggruppò gli ultimi panzer disponibili in una riserva centrale, il kampfgruppe Irkens, fece evacuare in Europa per via aerea alcuni dei suoi collaboratori e molti ufficiali specialisti e rimase nella testa di ponte con le truppe; vennero presi provvedimenti di fortuna per distillare dal vino un surrogato del carburante per i veicoli a motore.
La fase finale della campagna di Tunisia ebbe inizio il 22 aprile 1943 con l'offensiva generale alleata; von Arnim fu ancora in grado di difendere accanitamente le posizioni della testa di ponte e le truppe italo-tedesche si mostrarono combattive fino all'ultimo; alcuni contrattacchi degli pochi panzer del colonnello Irkens inflissero dure perdite al nemico. Il 6 maggio gli alleati sferrarono infine l'attacco decisivo; von Arnim, privo di riserve, non poté più evitare la sconfitta. Nonostante gli ordini da Rastenburg di resistenza "fino all'ultimo uomo", egli decise che le sue truppe avrebbero dovuto combattere fino all'esaurimento dei proiettili dei cannoni e dei carri; quindi, dopo aver distrutto le armi, i reparti si sarebbero arresi. Il 7 maggio gli alleati entrarono a Tunisi e Biserta, le residue forze dell'Asse si disgregarono e vennero rapidamente costrette alla resa; il pomeriggio del 12 maggio 1943 von Arnim venne fatto prigioniero con tutto il suo stato maggiore. Il 13 maggio cessò la resistenza in Tunisia degli ultimi reparti italo-tedeschi.

### Gli ultimi anni
Von Arnim venne trasferito in prigionia in Gran Bretagna e trascorse gli ultimi anni della seconda guerra mondiale in una confortevole residenza in Hampshire dove ebbe un trattamento di riguardo dalle autorità britanniche. Venne rilasciato nel 1947 e poté ritornare in patria; si stabilì in Germania occidentale dove rimase fino alla morte avvenuta nel 1962 in una casa di cura a Bad Wildungen.
Considerato da alcuni suoi colleghi della Wehrmacht "uno degli ultimi cavalieri della vecchia scuola" per la sua correttezza di comportamento e la sua provenienza dal tradizionale ambiente militare tedesco-prussiano, von Arnim è stato elogiato da alcuni storici, in particolare Paul Carell, per il coraggio mostrato in situazioni difficili e per il suo "senso di umanità" durante il periodo di comando in Nordafrica. Altri autori hanno invece aspramente criticato il generale per il suo comportamento ostruzionistico nei confronti del feldmaresciallo Rommel e la sua mancata collaborazione ai vasti piani strategici ideati dalla "volpe del deserto". Lo storico statunitense Rick Atkinson descrive von Arnim come un ufficiale dal vistoso naso "a becco d'aquila", dal "contegno severo", preparato e "dal pensiero rapido", ottimo collaboratore del feldmaresciallo Kesselring. Peraltro anche se von Arnim non dimostrò durante la sua carriera grandi qualità di stratega, fu tuttavia un abile tattico come è evidente dai brillanti successi conseguiti sul fronte orientale e anche in Tunisia nella fase iniziale delle operazioni contro francesi e americani.